# Anni 290
Gli anni 290 sono il decennio che comprende gli anni dal 290 al 299 inclusi.

## Eventi, invenzioni e scoperte
- Fondazione delle legioni palatine degli Herculiani e degli Ioviani
- Introduzione della carica del Magister memoriae

## Personaggi
- Nascita di Marco Aurelio Olimpio Nemesiano